# Kudwiny
Kudwiny [kudˈvinɨ] (tiếng Đức Kudwinnen) là một khu định cư ở khu hành chính của Gmina Barciany, thuộc huyện Kętrzyński, Warmińsko-Mazurskie, ở phía bắc Ba Lan, gần biên giới với tỉnh Kaliningrad của Nga. Nó nằm khoảng 6 kilômét (4 mi)  phía tây bắc Barciany, 19 km (12 mi) phía bắc Kętrzyn và 72 km (45 mi) về phía đông bắc của thủ đô khu vực Olsztyn.
Trước năm 1945, khu vực này là một phần của Đức (Đông Phổ).
Khu định cư có dân số 20 người.